# Acadèmia Valenciana de la Llengua

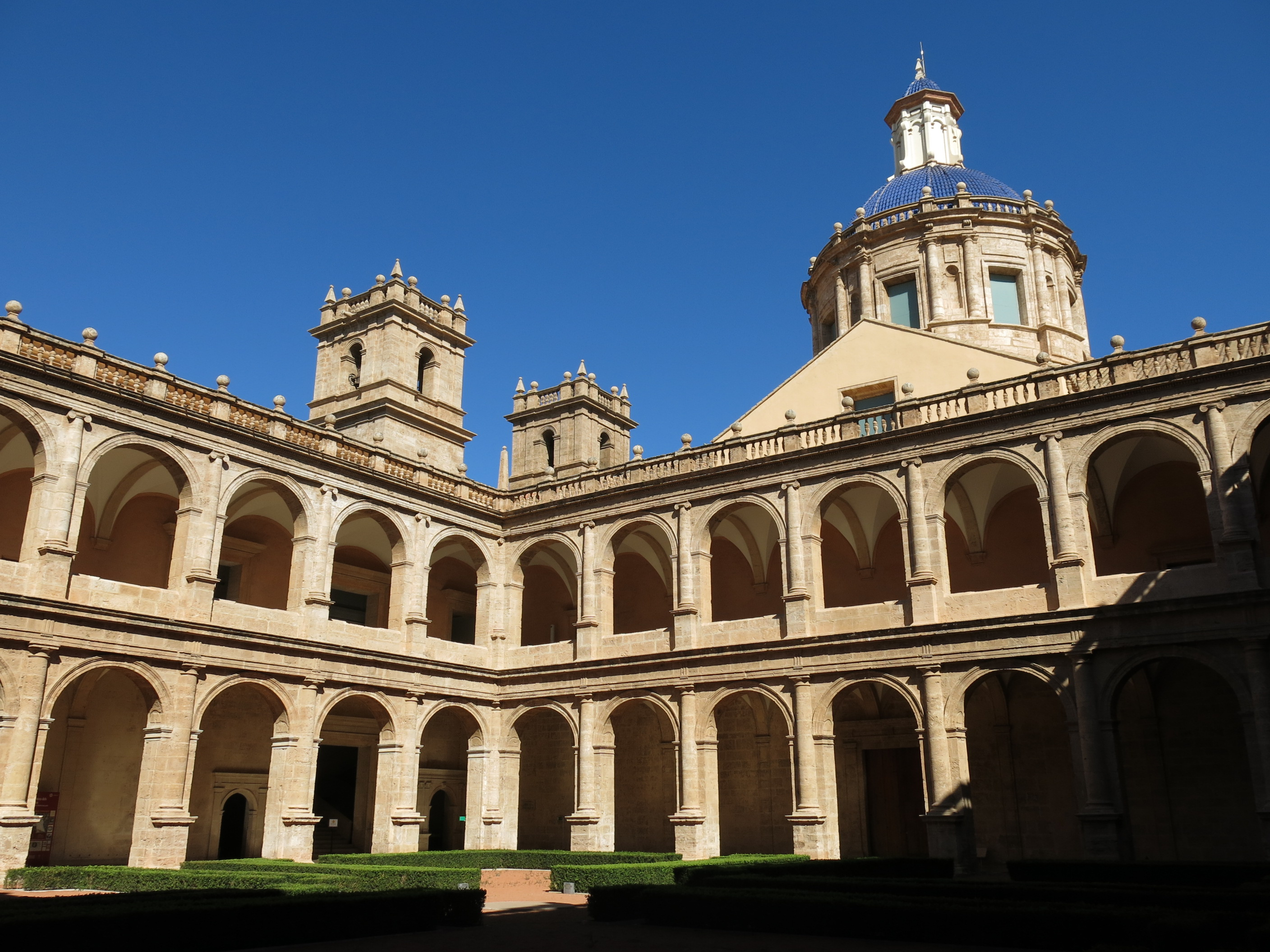
Siedziba AVL, klasztor San Miguel de los Reyes

Acadèmia Valenciana de la Llengua (wym. [akaˈðɛmia valensiˈana ðe la ˈʎeŋɡwa], oficjalny skrót AVL, z kat. Walencka Akademia Języka) – instytucja samorządowa Generalitat Valenciana regulująca stosowanie języka walenckiego (katalońskiego) na terytorium Wspólnoty Walenckiej. Swoją siedzibę ma w gmachu klasztoru San Miguel de los Reyes w Walencji.

## Tło historyczne
Przyjęty w 1982 roku Statut Autonomii w swoim pierwotnym brzmieniu stanowił, że Wspólnota Walencka posiada dwa języki urzędowe: walencki i kastylijski, zaś samorząd autonomiczny zapewnia możliwość normalnego korzystania z obu z nich oraz będzie wspierać znajomość obydwu. Jednocześnie przewidziano konieczność specjalnej ochrony i poszanowania języka walenckiego. Współistnienie dwóch formalnie równoważnych języków urzędowych doprowadziło do eskalacji konfliktu językowego, który równolegle występował na dwóch obszarach. Z jednej strony dotyczył dominującej roli języka państwowego wobec języka regionalnego, z drugiej zaś – relacji pomiędzy językiem walenckim a katalońskim, ich tożsamości bądź odrębności.
W 1997 roku Corts Valencianes zwróciły się do innej instytucji Generalitat, Walenckiej Rady Kultury (Consell Valencià de Cultura, CVC) o wydawanie rozstrzygnięć z zakresu języka. Rada po wielomiesięcznych obradach poleciła powołanie odrębnej, niezależnej instytucji mogącej w sposób wiążący rozstrzygać sporne kwestie. Po burzliwej debacie na forum parlamentu regionalnego oraz po zawarciu porozumienia pomiędzy dwiema największymi partiami (Partią Ludową oraz Partią Socjalistyczną) stosowna ustawa wspólnoty autonomicznej została przyjęta 16 września 1998 r.  Ostatecznie „za” zagłosowało 73 parlamentarzystów, zaś 12 było przeciwnych. Wśród tych ostatnich znaleźli się przedstawiciele Zjednoczonej Lewicy-Zielonych, Unii Walenckiej i Inicjatywy Postępu. Unia Walencka zajęła stanowisko, zgodnie z którym w świetle opinii CVC powołanie Acadèmii nie będzie w dostateczny sposób chroniło odrębności języka walenckiego i doprowadzi do jego faktycznego zrównania z katalońskim.
Walencki parlament ostateczną listę pierwszych członków Acadèmii zatwierdził 15 czerwca 2001 r. większością 83 głosów przy sześciu wstrzymujących się. Zgodnie z przepisami przejściowymi ustawy o utworzeniu AVL następnie prezydent Generalitat w ciągu 15 dni zobowiązany był do wydania stosownego dekretu powołującego akademików, co Eduardo Zaplana uczynił 27 czerwca 2001 r. Instytucja ukonstytuowała się ostatecznie z upływem 15 dni od ogłoszenia dekretu w dzienniku urzędowym Wspólnoty Walenckiej. Oficjalna inauguracja prac nastąpiła 23 lipca 2001 r.

## Status i kompetencje
Powołanej na mocy ustawy z 1998 roku Acadèmii przyznano osobowość prawną oraz autonomię organizacyjną, funkcjonalną i budżetową. Podlega ona bezpośrednio prezydentowi Generalitat. Po nowelizacji z 2006 roku AVL została wpisana do Statutu Autonomii jako jeden ze podstawowych organów Generalitat Valenciana. Do jej nadrzędnych funkcji zaliczono ustalanie walenckich norm językowych oraz opiekę nad językiem walenckich zarówno w oparciu o jego tradycję leksykograficzną, literacką i rzeczywisty miejscowy dialekt, jak również przy uwzględnieniu ustandaryzowanej formy języka katalońskiego zawartej w spisanych w 1932 roku normach z Castelló. Ustalono, że wytyczne przyjęte przez Acadèmię będą miały charakter wiążący dla wszystkich jednostek administracji regionalnej oraz podległych im podmiotów, w tym szkół, mediów publicznych czy przedsiębiorstw.
Wśród szczegółowych kompetencji AVL wymieniono: stanowienie prawa językowego, wiążące korygowanie urzędowych nazw geograficznych i własnych (na wniosek Generalitat), wydawanie opinii z zakresu prawodawstwa i nazw własnych (z urzędu lub na wniosek instytucji publicznych Generalitat). Ponadto Acadèmia zobowiązana jest do ochrony języka walenckiego w zakresie jego codziennego użytkowania oraz sprawdzania pod względem poprawności językowej tekstów i materiałów audiowizualnych pochodzących od instytucji publicznych Generalitat. AVL składa Generalitat (Radzie oraz Parlamentowi) sprawozdanie roczne ze swojej działalności oraz zawierające spostrzeżenia w przedmiocie codziennego posługiwania się językiem walenckim. Wskazano, że Rada Generalitat może zwracać się do Acadèmii z wnioskiem o zatwierdzenie projektów aktów prawnych pod kątem językowym.
Ustawa nadała AVL uprawnienie do nawiązywania stosunków z innymi instytucjami o podobnym charakterze regulującymi korzystanie z języków pozostałych wspólnot autonomicznych a także z innymi jednostkami akademickimi, naukowymi czy kulturalnymi.

## Skład i struktura wewnętrzna
W skład instytucji wchodzi 21 akademików. Zgodnie z ustawą muszą oni korzystać z praw mieszkańców Wspólnoty Walenckiej, a także bądź to posiadać stosowne kwalifikacje naukowe, bądź też być ekspertami w dziedzinie literatury, lingwistyki, języka walenckiego czy kultury Walencji. Wybierani są przez walencki Parlament na 15-letnią kadencję, z tym jednak zastrzeżeniem, że co pięć lat następuje wymiana trzeciej części składu. Dla zachowania niezależności decyzyjnej AVL, kandydatami nie mogą być: parlamentarzyści (posłowie do Corts Valencianes, parlamentu innej wspólnoty autonomicznej, Kortezów Generalnych, europarlamentu), członkowie rządu (centralnego bądź autonomicznego), wysocy urzędnicy państwowi, samorządowcy czy pracownicy Acadèmii
Przewidziano, że AVL posiadać będzie trzy organy o zróżnicowanych uprawnieniach. Ogół akademików tworzy plenum (El Ple de AVL). Drugim organem kolegialnym jest Zarząd (Junta de Govern). W jego skład wchodzi pięć osób: prezes, wiceprezes, sekretarz i dwóch członków. Dodatkowo odrębne prerogatywy przekazano prezesowi Acadèmii (El President) jako organowi jednoosobowemu. Jest on wybierany przez i spośród członków plenum na jednokrotnie odnawialną pięcioletnią kadencję.

## Publikacje
Wybrane pozycje:
- „Diccionari normatiu valencià” (2016, Słownik normatywny języka walenckiego),
- „Diccionari ortogràfic i de pronunciació del valencià” (2006, Słownik ortograficzny i wymowy języka walenckiego),
- „Gramàtica normativa valenciana” (2006, Walencka gramatyka normatywna),
- „Gramàtica valenciana bàsica” (2016, Podstawowa gramatyka walencka),
- „Corpus toponímic valencià” (2009, Zbiór walenckich nazw geograficznych),
- „Llibre blanc de l’ús del valencià” (2005, Biała księga stosowania języka walenckiego)[28].